# Osturnia
Osturnia (słow. Osturňa, niem. Asthorn, węg. Oszturnya) – wieś (obec) na Słowacji na Zamagurzu (część Spisza), na granicy z Polską, granicząca z Jurgowem, Łapszanką oraz Kacwinem. Dojechać do niej można drogą z Hanuszowców przez Przełęcz Hanuszowską i ze Zdziaru. Osturnia znana jest z rusińskich (karpato-ruskich) zabytków architektury ludowej. Jej mieszkańcy mówią gwarą trudno zrozumiałą dla Słowaków.
Wioska ciągnie się na odcinku 7 km wzdłuż Osturniańskiego Potoku i jest prawdopodobnie najdłuższą wsią na Słowacji. 

## Historia

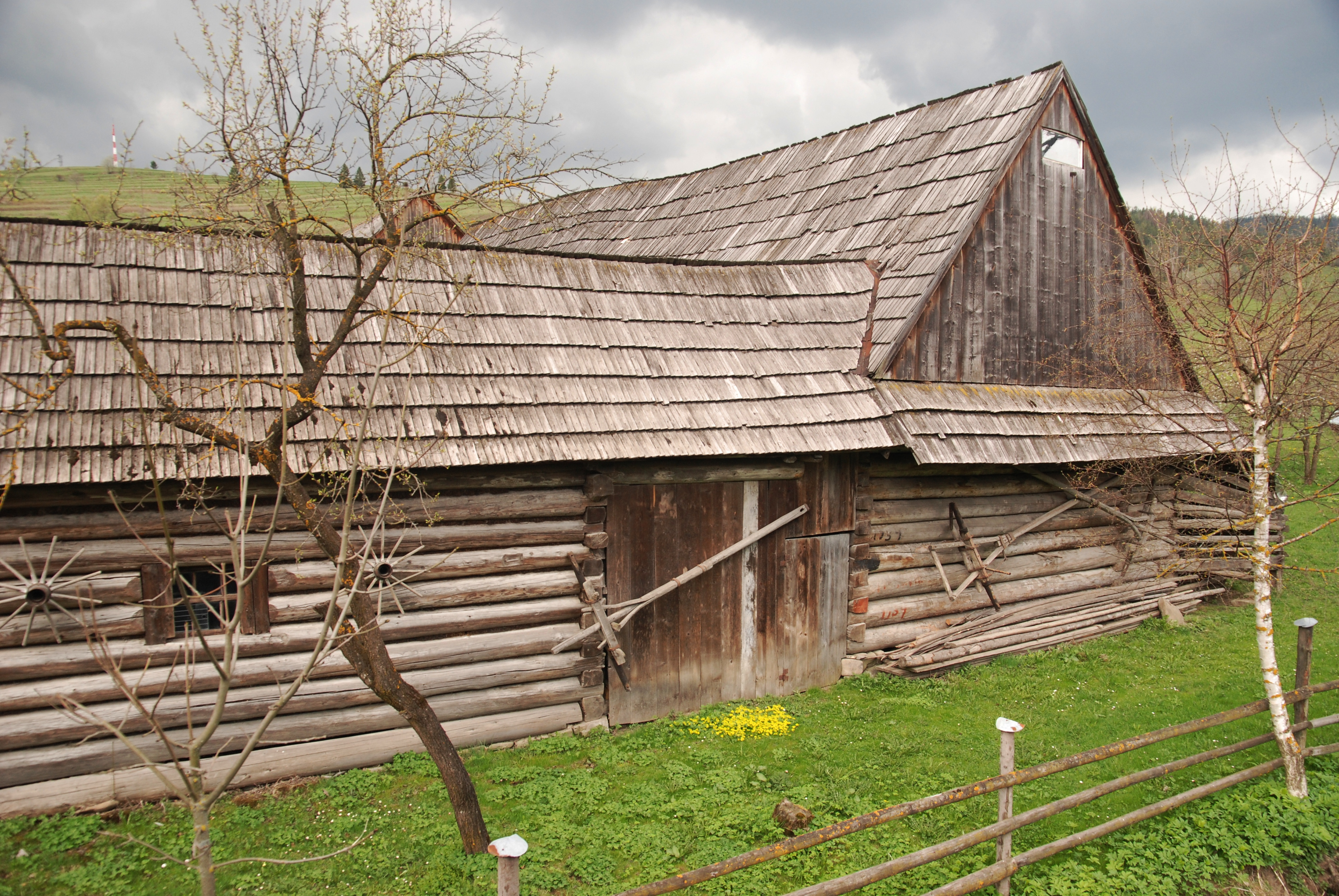
Fragment starej zabudowy wsi

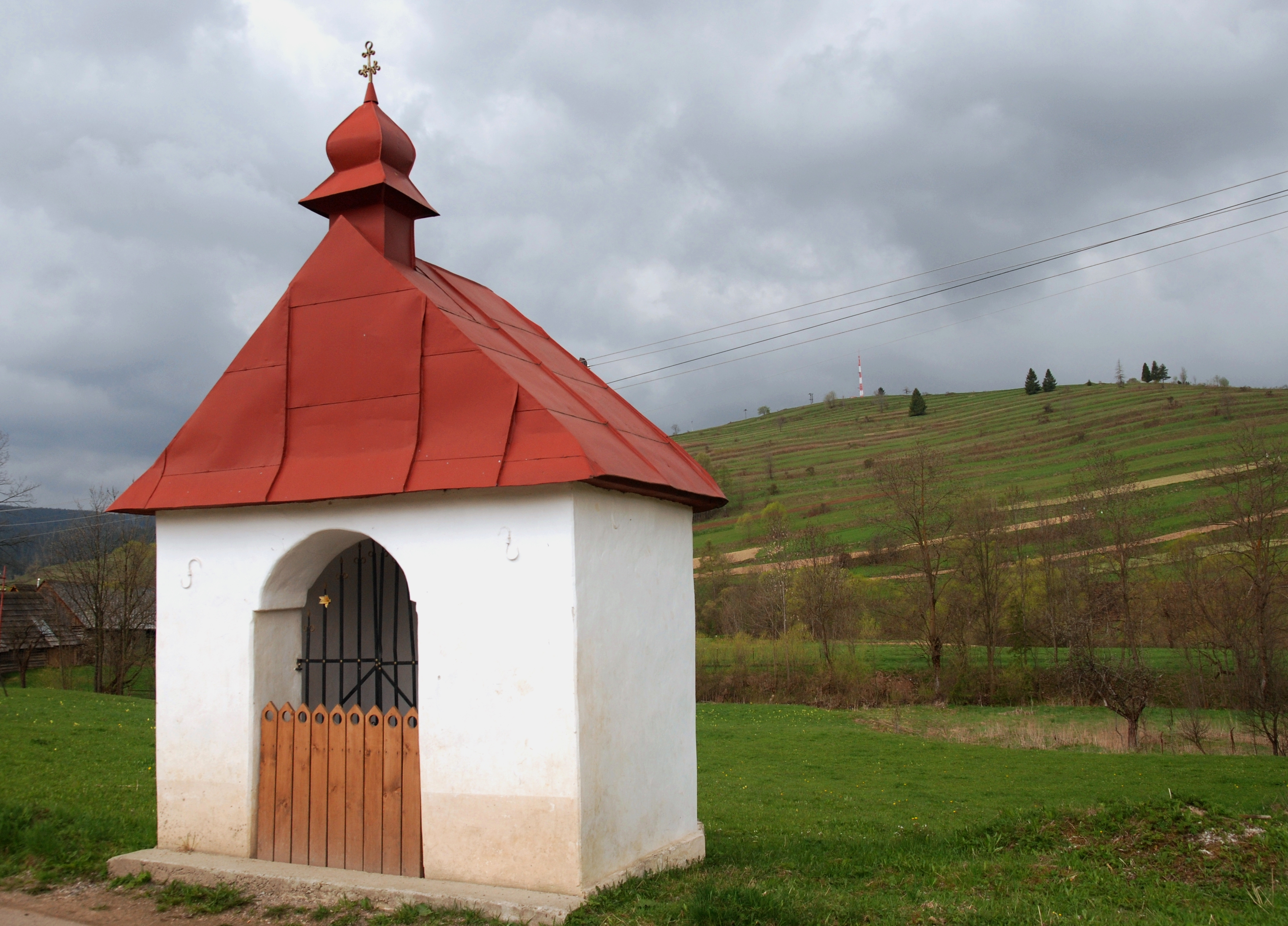
Kapliczka w Osturni

Wieś lokowana była w roku 1593 na prawie wołoskim, zasiedlona przez ludność napływową wołoską. Pod koniec XVI wieku była to wieś służebna zamku w Niedzicy. Do roku 1918 wieś należała do powiatu Szepesófalu (dziś Stara Wieś Spiska) w komitacie spiskim w królestwie Węgier.
W roku 1869 było we wsi 269 domów. W roku 1910 wieś liczyła 1354 mieszkańców, głównie Rusinów. We wsi znajduje się cerkiew greckokatolicka wybudowana w roku 1796, położona na wzniesieniu za potokiem. Większość mieszkańców (84,42%) deklaruje obecnie przynależność do Kościoła greckokatolickiego, 8,79% do kościoła rzymskokatolickiego. Do roku 1918 parafia łacińska mieściła się w Kacwinie.
Miejscowi górale rusińscy zajmowali się tu kiedyś głównie pasterstwem oraz hodowlą owiec na potrzeby zamku. Obecnie miejscowa ludność zatrudniona jest w różnych działach gospodarki związanych z obsługą turystów odwiedzających słowackie Tatry.

## Turystyka
- – szlak żółty z Osturni, obok Osturniańskiego Jeziora do rozdroża pod Magurką. 2 h, ↓ 1.35 h